# Łagiewki
Łagiewki (prononciation : [waˈɡʲɛfki]) est un village polonais de la gmina de Kołaczkowo dans le powiat de Września de la voïvodie de Grande-Pologne dans le centre-ouest de la Pologne.
Il se situe à environ 2 kilomètres à l'ouest de Kołaczkowo (siège de la gmina), à 13 kilomètres au sud de Września (siège du powiat) et à 51 kilomètres au sud-est de Poznań (capitale régionale).

## Histoire
De 1975 à 1998, le village faisait partie du territoire de la voïvodie de Poznań.

Depuis 1999, Łagiewki est situé dans la voïvodie de Grande-Pologne.